# Fairly hairy situation
fairly hairy situation（フェアリー・ヘアリー・シチュエーション）は、日本のバンド。
2017年7月、THE IDOLM@STERの初代音楽プロデューサー佐々木宏人により結成。
ニュー・ウェイヴを基調とする。

## メンバー
- 北澤鞠佳（きたざわまりか）
  - ボーカル担当。女性アイドルデュオ「赤マルダッシュ☆」のメンバーで、TBS系列で放送中のバラエティ番組『トコトン掘り下げ隊!生き物にサンキュー!!』にも出演中。
- 沢田ヒロユキ（さわだひろゆき）
  - ギター担当、バンドリーダー。CM音楽で活躍している[1]。
- 貝塚翔太朗（かいづかしょうたろう）
  - ベース担当。アイドルレーベルのプロデューサー。バークリー音楽大学で映画音楽とギターを専攻。
- ハッチャキ 柏木カリン（かしわぎかりん）
  - ドラムス担当。ナゴムレコードの生き残り。
- 佐々木宏人（ささきひろと）
  - キーボード、作曲担当、プロデューサー。元バンダイナムコゲームス所属。OMYのメンバー。

## バンド名の由来
直訳すると「髪の毛一本で繋がっている状況」となり、日本語でいう「首の皮一枚で繋がっている状況」、つまり絶望的な状況を意味する。当初、プロデューサーである佐々木が「金髪」の英訳を調べており、「blonde」ではなく「fair hair」という言い方を見つけ、呼びやすくて覚えやすいし韻を踏んでてよいと思っていたところ、たまたま似ている言葉として表示された「fairly hairy situation」の方がよいと、帰国子女の貝塚から提案があり決まった。

## ディスコグラフィ
- 1stシングル「DREAM or DREAM」[3]（2017年8月11日先行リリース、2017年10月18日全国リリース）
  1. DREAM or DREAM
  2. utopia
- 1stミニアルバム「Your Dream」[4]（2017年12月29日先行リリース、2018年2月28日全国リリース）
  1. Eve
  2. Grain
  3. -himitsu-
  4. utopia
  5. liberte
  6. 紅
  7. ailes

## ライブ出演
- 2017年9月13日 - 新宿ロフト（東京）
- 2017年11月17日 - 下北沢BREATH（東京）
- 2017年12月16日 - 下北沢BREATH（東京）
- 2018年1月18日 - 新栄DAYTRIVE（名古屋）
- 2018年1月19日 - 江坂ミューズ（大阪）
- 2018年1月26日 - 下北沢CLUB Que（東京）
- 2018年3月4日 - 日本橋STARBOX（大阪）
- 2018年3月15日 - 新宿ロフト（東京）